# Parque García Sanabria
Der Parque García Sanabria ist ein ca. 6,7 ha großer Park im nördlichen Teil der Innenstadt von Santa Cruz de Tenerife.

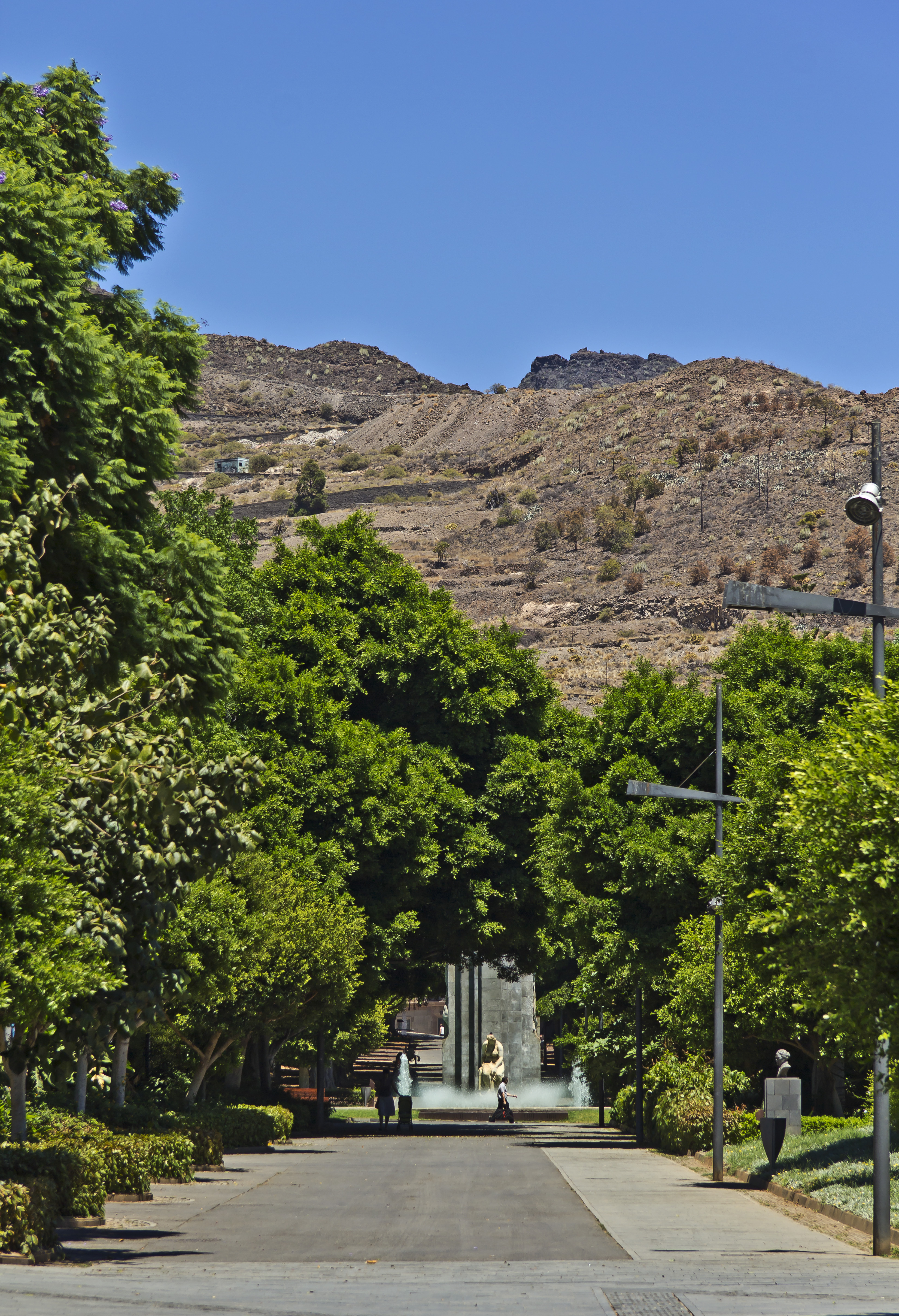
Paseo Francisco Borges Salas, der Berg im Hintergrund zeigt, wie das Gelände vor der Bepflanzung und Bewässerung aussah

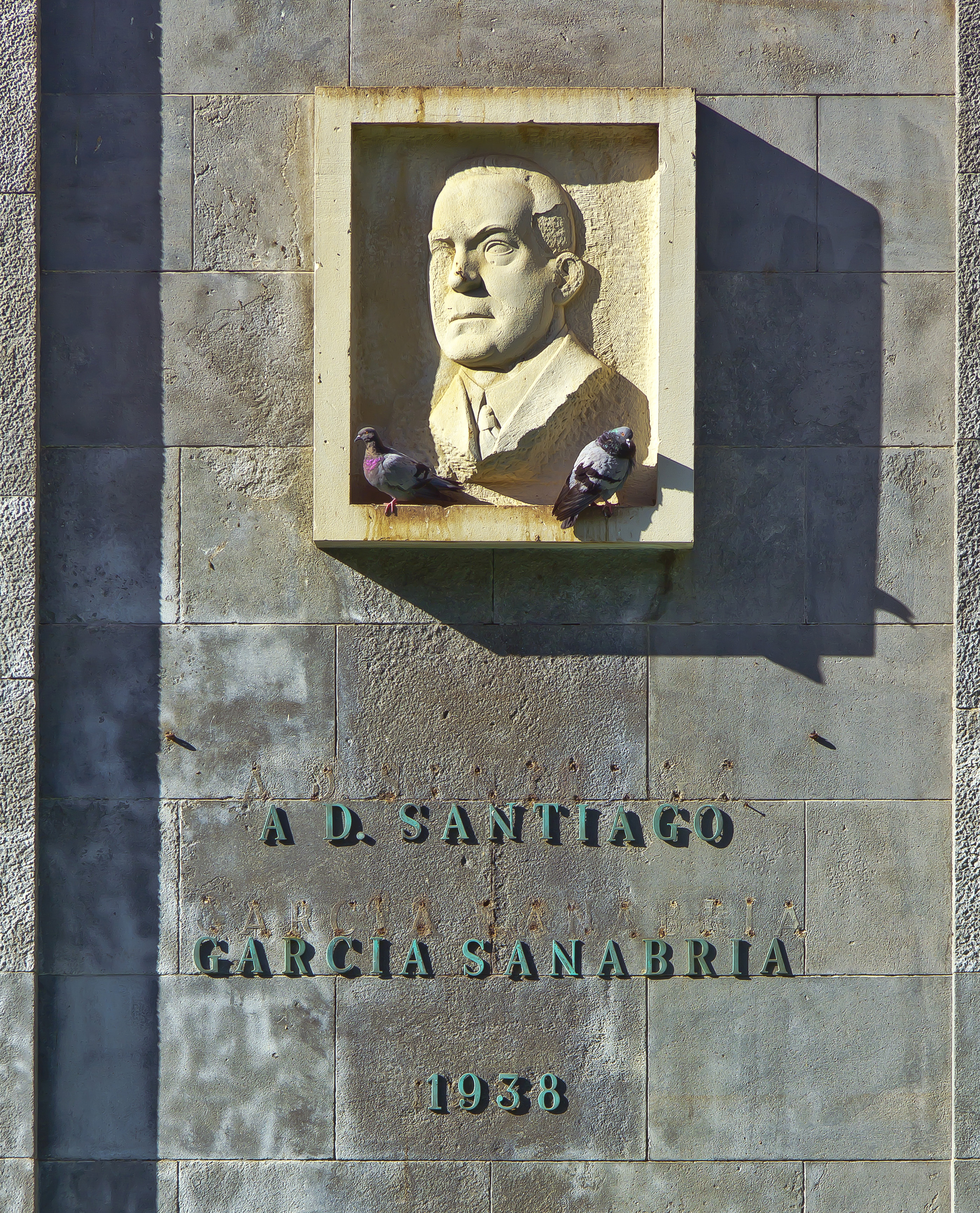
Relief zur Erinnerung an Santiago García Sanabria

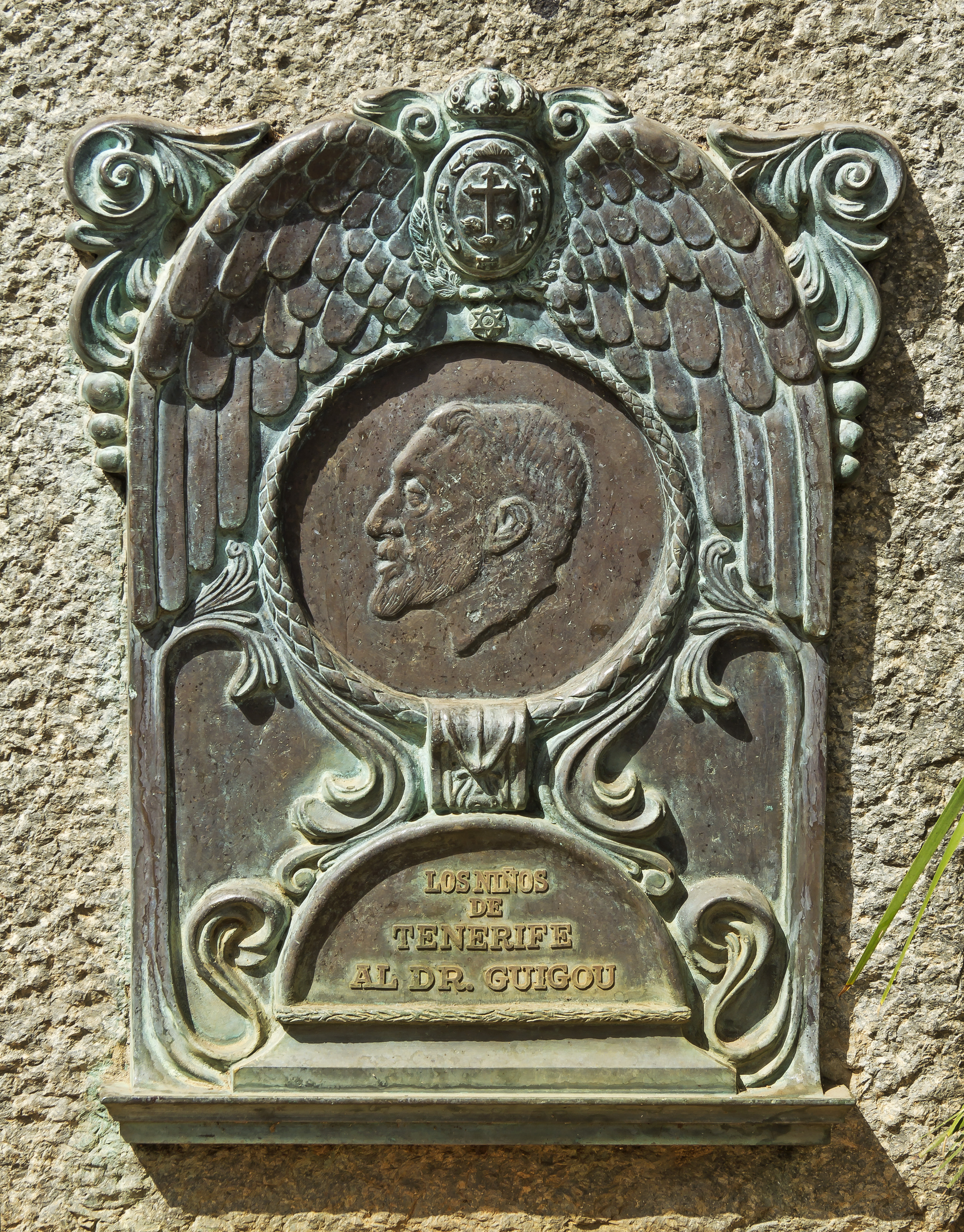
Relief zur Erinnerung an Dr. Diego Guigou y Costa

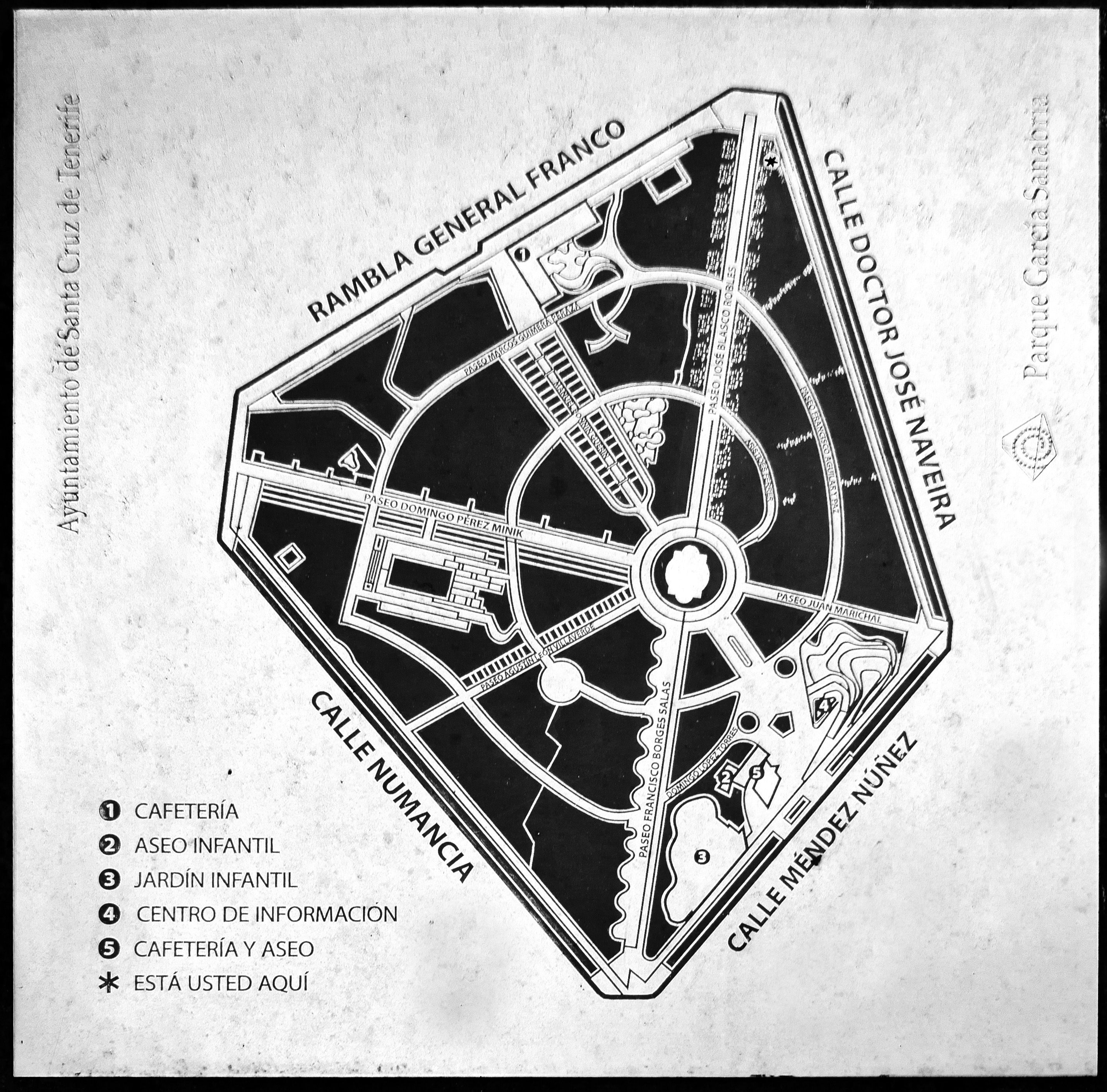
Informationstafel

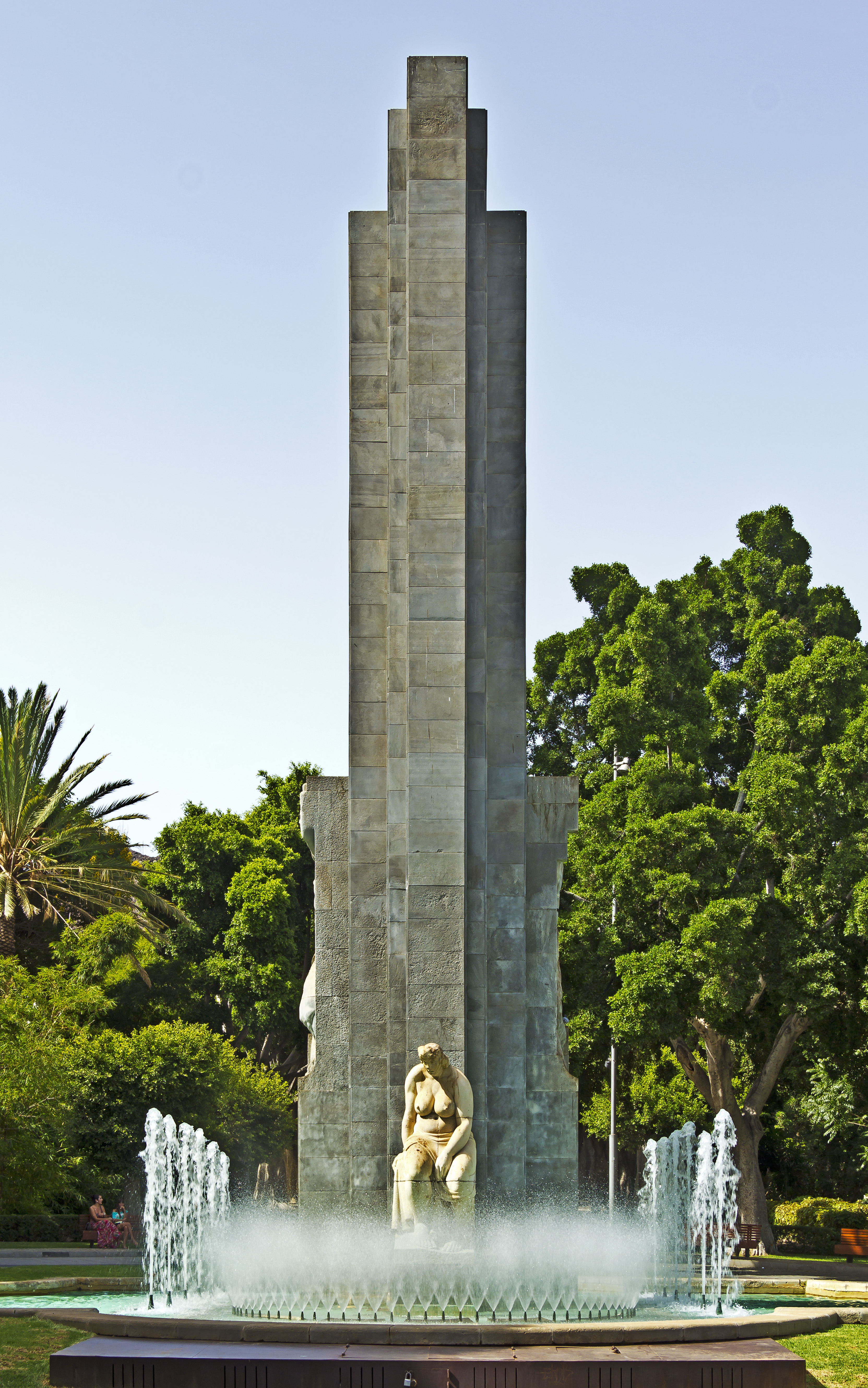
Zentrales Denkmal zur Erinnerung an Santiago García Sanabria

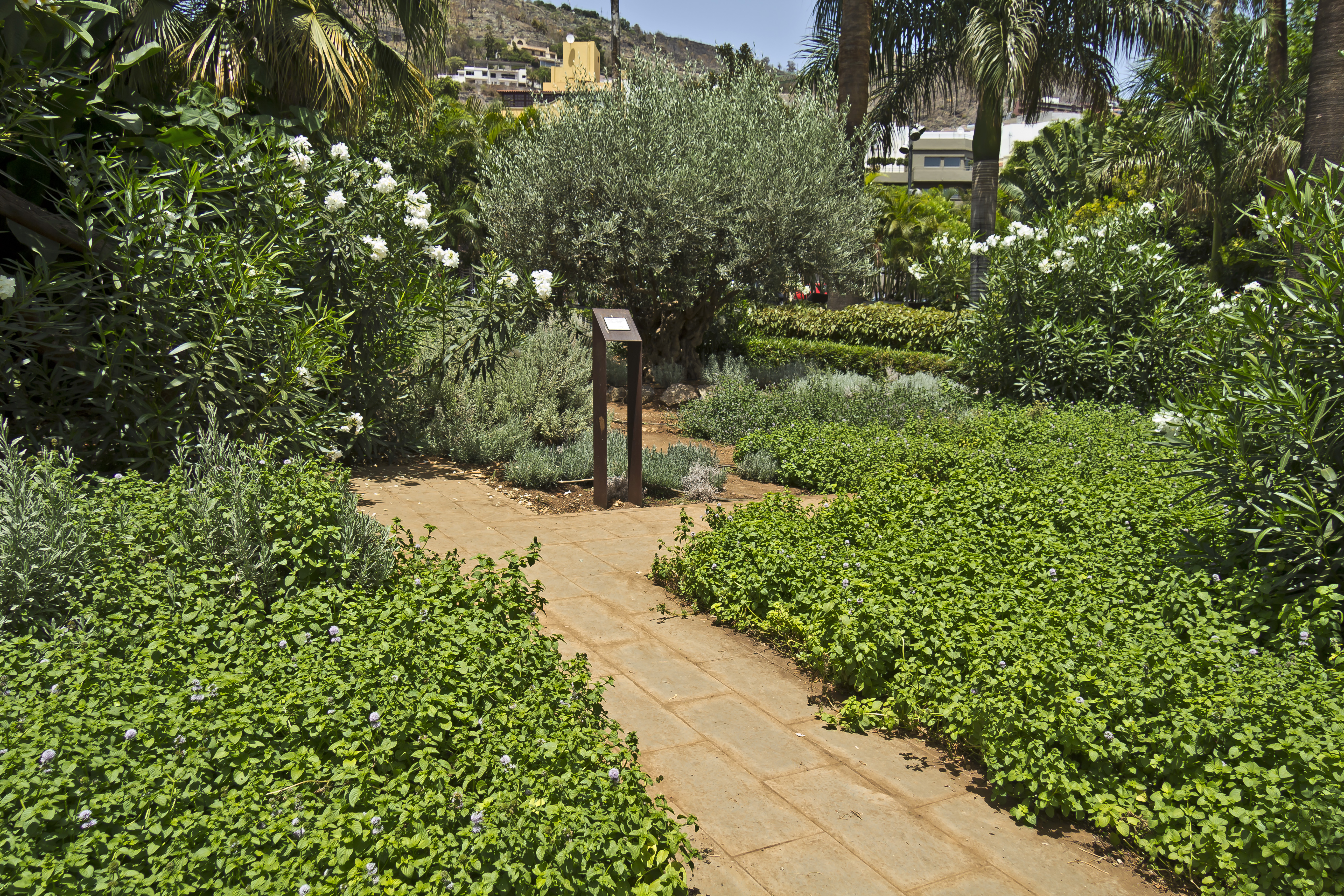
Kräutergarten

## Geschichte des Parks
Im Jahr 1881 regt der Journalist Patricio Estévanez an, am damaligen Rand der Innenstadt von Santa Cruz de Tenerife einen Park anzulegen. Sieben Jahre später kaufte die „Sociedad Constructora de Edificios Urbanos“, eine Gesellschaft, die mit der Erweiterung der Stadt beauftragt war, das Gelände auf dem sich heute der denkmalgeschützte Stadtteil des Barrio de los Hoteles befindet, der auch den Park einschließt. Im Rahmen eines Plans zur Verbesserung der hygienischen Verhältnisse setzten sich seit 1899 besonders der Stadtarchitekt Manuel de Cámara und der Kinderarzt Dr. Diego Guigou für die Anlage eines öffentlichen Parks ein, in dem die Kinder der nahegelegenen Stadtviertel die frische Luft genießen könnten. Im Jahr 1910 erstellte der Stadtarchitekt Antonio Pintor den Entwurf für einen Park, der mit einem hohen Zaun umgeben und durch zwei große Tore zugänglich sein sollte. Wo dieser Park genau angelegt werden könnte ging aus dem Plan nicht hervor. Nach 1914 kam die Idee auf, in Santa Cruz, wie das bereits in La Orotava auf dem Gelände des ehemaligen Klosters San José geschehen war, eine Außenstelle (Hijuela=Töchterlein) des Jardín de aclimatación de La Orotava zu errichten. Die Kosten für einen solchen Park sollten dann durch das Landwirtschaftsministerium getragen werden. Erst in den Jahren 1924 bis 1926, also mehr als vierzig Jahren nach den ersten Bestrebungen, begann der Bürgermeister Santiago García Sanabria Spenden in bar und in Naturalien (Pflanzenstecklinge) zu sammeln und öffentliche Mittel der Stadtverwaltung zur Verfügung zu stellen, um den Park dann endlich 1926 auf dem damaligen Ödland anzulegen. Im folgenden Jahrzehnt wurde der Park mit einer Bewässerung und Beleuchtung ausgestattet.  Zwischen dem 6. Oktober 2004 und dem 9. Juni 2006 wurde der Park geschlossen und zu einem großen Teil renoviert bzw. neu gestaltet, ohne die Grundstruktur zu verändern. Diese Umgestaltung zeigt sich am auffälligsten an dem neu errichteten Kinderspielplatz.

## Struktur des Parks
Der Park ist einerseits gekennzeichnet durch einen senkrecht und zwei diagonal verlaufende, breite von Blumenbeeten gesäumte Wege die eher einer barocken Gartengestaltung entsprechen und andererseits durch die spiralförmig verlaufenden Wege die z. T. dicht bewachsene und sehr unterschiedlich gestaltete Landschaften aufweisen. Bei den durch die spiralförmigen Wege erschlossenen Teilen des Parks handelt es sich um Flächen mit (heute) dichtem Bestand an Laubbäumen und Palmen aber auch um Anlagen mit Pflanzen die für die Kanarischen Inseln untypisch sind z. B. einen Bambusweg, einen Rosengarten einen Kasuarinenweg oder einen Kakteengarten; auch der Lotosblumenteich mit Goldfischen ist in Santa Cruz eher als exotisch anzusehen. Ein großer Teil der Pflanzen ist seit dem Jahr 2006 mit Informationsschildern versehen, die Auskunft über Herkunft, Verbreitung und Besonderheiten geben.  Die Wege tragen seit 1994 Namen, die an zehn Personen erinnern, die für das kulturelle Leben der Stadt von Bedeutung waren. Abgesehen von dem zentralen Denkmal gibt es drei weitere Springbrunnenanlagen.
Das Terrassencafé auf der in Richtung Innenstadt gelegenen Süd-Ost-Seite des Parks richtet sich nicht in erster Linie an Touristen, sondern an die Bewohner der umliegenden Stadtteile. Direkt neben diesem Café befindet sich eine große Uhr, deren Zifferblatt je nach Jahreszeit mit verschiedenen Blumen bepflanzt wird.  Die Uhr wurde im Jahr 1958 von der Schweizer Firma Favag gebaut und von dem Dänischen Konsul P. Larsen finanziert. Der Kräutergarten mit unterschiedlichen in Spanien bzw. im Mittelmeerraum verbreiteten Küchenkräutern nimmt in der südwestlichen Ecke des Parks einen eher abgeschlossenen Raum ein. Eine eingezäunte Anlage, in der Hunde frei laufen dürfen, soll die Hundebesitzer veranlassen die Tiere im sonstigen Parkbereich angeleint zu lassen. In der nördlichen Ecke des Parks, in der sich früher ein kleiner Tierpark befand, wurde ein Gebäude errichtet, in dem in unregelmäßigen Abständen Kunstausstellungen stattfinden.

## Skulpturen und Plastiken
Die Skulpturen und Plastiken, die sich (Stand 2012) im Park befinden können grundsätzlich in drei Kategorien eingeteilt werden:

### Denkmale für Personen
Die Personen wurden alle in Santa Cruz de Tenerife geboren.
- Leopoldo O’Donnell y Jorris, geboren 1809, war General und mehrfach spanischer Ministerpräsident.
- Leonor Pérez Cabrera, geboren 1828, gilt als bedeutende politische Aktivistin, die in Mexiko und der Karibik tätig war. Besonders bekannt wurde sie als die Mutter des Kubanischen Revolutionärs José Julián Martí Pérez. Die Plastik von Thelvia Marín[6]  geschaffen.
- Dr. Diego Guigou y Costa, geboren 1861, war der Gründer des ersten Kinderkrankenhauses in Santa Cruz de Tenerife, eines der ersten in Spanien. Er setzte sich sehr entschieden für die Einrichtung des Parks ein. Das Bronzerelief wurde von Francisco Borges Salas geschaffen.
- Diego Crosa (genannt Crosita), geboren 1869, war Schriftsteller, Dramaturg, Maler und Karikaturist.
- Emilio Calzadilla y Dugour, geboren 1875 war Rechtsanwalt und Politiker. Das Denkmal wurde von Jesús María Perdigón geschaffen.
- Ramón Gil-Roldán y Martín, geboren 1881, war Politiker, Rechtsanwalt und Schriftsteller. Das Denkmal wurde 1968 von Nicolás Granados geschaffen.
- Santiago García Sanabria, geboren 1880, war Bürgermeister der Stadt Santa Cruz de Tenerife. Während seiner Amtszeit wurde der Park angelegt. Die heutige Anlage des zentralen Denkmals zu seinem Andenken besteht grundsätzlich aus drei Komponenten: 1. Das aus mehreren unterschiedlich großen Quadern bestehende Denkmal. Dieses Denkmal wurde im Jahr 1936 von dem Architekten José Enrique Marrero Regalado entworfen und 1938 errichtet. Der Standort des Denkmals war vor seiner Erschaffung umstritten, bis es eine Einigung auf den Schnittpunkt der Hauptachsen des Parkes gab. 2. Das Portraitrelief des Santiago García Sanabria, die Reliefbilder auf der Ostseite und der Westseite und die Skulptur „La Fecundidad“ („Die Fruchtbarkeit“ bekannt als „La gorda del parque“)[7]  erscheinen dem Betrachter heute stilistisch als eine typische Schöpfung aus der Zeit des Frankismus. Sie wurden im Jahr 1936 (vor Beginn des Bürgerkrieges) von dem Künstler Francisco Borges Salas geschaffen. Die Skulptur „Fruchtbarkeit“ wurde zur Zeit der franquistischen Kulturpolitik in einem städtischen Depot eingelagert, da es sich um eine „unmoralische Darstellung“ handele. Erst als die Springbrunnenanlage durch Carles Buigas umgestaltet wurde, holte man die Skulptur nach zwanzig Jahren aus dem städtischen Depot und integrierte sie so, wie das von dem Architekten des Denkmals vorgesehen war in das Ensemble. 3. Die Springbrunnenanlage die das Denkmal umgibt wurde in den 1990er Jahren umgestaltet.

### Skulpturen und Plastiken der Exposición Internacional de Escultura en la Calle
Im Rahmen der Exposición Internacional de Escultura en la Calle der Architektenkammer wurden 1973/74 verschiedene Kunstwerke im Park aufgestellt.
- Federico Assler, sin titulo
- Jaume Cubels, sin titulo
- Óscar Dominguez, Monumento al gato
- Amadeo Gabino, Estela Espacial
- Josep Guinovart, sin titulo
- Remigio Mendiburu, Dado para 13
- Mark Macken, Solidaridad
- Eduardo Paolozzi, Homenaje a Gaudí
- Josep Maria Subirachs, Introversión
- Pablo Serrano, Homenaje a las Islas Canarias
- Gustavo Torner, Laberinto: Homenaje a Borges
- Claude Viseux, Homenaje a Millares

### Weitere Plastiken und Sculpturen
- Gonzalo González, Signos de lo natural
- Eladio de la Cruz, Adolescente
- José Blasco, Monumento al clima
- Las Estaciones, Die Skulpturen der vier Jahreszeiten wurden der Stadt Santa Cruz de Tenerife im Jahr 1962 von Francesco Genova geschenkt.

## Veranstaltungen im Park
Die Stadtverwaltung bietet immer wieder naturkundliche Führungen durch den Park an. Im Rahmen der jedes Jahr stattfindenden Feiern zum „Día de la Cruz“, am 3. Mai, einem örtlichen Feiertag, werden auf den breiten Wegen des Parks Zelte aufgestellt, in denen hauptsächlich Blumen und kunsthandwerkliche Gegenstände verkauft werden. Vor dem zentralen Denkmal und am Eingang neben dem Café werden Bühnen aufgebaut, auf denen es Musik und Theaterdarbietungen auch für Kinder gibt. Die Zelte bleiben üblicherweise stehen, um Ende Mai zur „Feria del Libro“ von Buchhändlern und Verlagen genutzt werden zu können. Hier finden auch Dichterlesungen und Autogrammstunden statt. Im Eingangsbereich auf der Süd-Ost-Seite des Parks wird bei entsprechenden Anlässen eine Videowand zum Public Viewing aufgestellt.